# Gyöngyi Likerecz
Gyöngyi Likerecz (Oroszlány, 28 de mayo de 1983) es una deportista húngara que compitió en halterofilia.
Ganó una medalla de oro en el Campeonato Mundial de Halterofilia de 2001 y una medalla de oro en el Campeonato Europeo de Halterofilia de 2001, ambas en la categoría de 75 kg. Participó en dos Juegos Olímpicos de Verano, ocupando el quinto lugar en Sídney 2000 y el cuarto en Atenas 2004, también en los 75 kg.

## Palmarés internacional
| Campeonato Mundial | Campeonato Mundial   | Campeonato Mundial | Campeonato Mundial |
| Año                | Lugar                | Medalla            | Categoría          |
| ------------------ | -------------------- | ------------------ | ------------------ |
| 2001               | Antalya (Turquía)    | Medalla de oro     | 75 kg              |
| Campeonato Europeo |                      |                    |                    |
| Año                | Lugar                | Medalla            | Categoría          |
| 2001               | Trenčín (Eslovaquia) | Medalla de oro     | 75 kg              |